# 安良城盛昭
安良城 盛昭（あらき もりあき、1927年5月10日 - 1993年4月12日）は、昭和期の歴史学者。沖縄大学学長などを歴任する。

## 経歴
東京府の出身であるが、両親はともに沖縄県の出身 であり、そのことが彼の研究にも影響を与えることとなる。
1949年に第一高等学校を卒業後、東京大学経済学部に入る。1953年の大学卒業時に書いた太閤検地に関する卒業論文が雑誌『歴史学研究』に掲載されると、学界に「安良城旋風」（服部之総）と呼ばれる衝撃を与えた（経済学部出身ではあるが、古文書読解は児玉幸多より手ほどきを受け、研究面では永原慶二、所三男、林基、山口啓二らの指導を受けた。）。安良城も石母田正の「中世的世界の形成」の影響を受けた（石母田正著作集第13巻月報13「石母田さんと私」）。安良城は中世の日本を家父長的奴隷制社会と位置づけ、太閤検地によって生産様式の変化に基づいた変革的な土地政策が実施された結果、近世および封建社会の日本が成立したと論じた。これは太閤検地の評価だけでなく、日本の時代区分論にも一石を投じ、様々な論争を引き起こした。続いて地主制の由来に関する研究を行い、近代的な地主制の確立時期を巡って中村政則と論争を繰り広げた。1960年に東京大学社会科学研究所の助教授となる。
安良城はマルクス主義歴史学の影響を強く受け、古代律令制を「アジア的相対的奴隷制」、中世荘園制を「家父長制的奴隷制」、近世幕藩制を「農奴制」と位置づけ、自らの研究を社会構成体を研究する「社会構成史」であると主張した。太閤検地や地主制に始まり、古代から近現代まで、あるいは政治・経済・社会・文化へと広げた安良城の一連の研究成果は「安良城理論」とも称された。
安良城の研究に大きな転機をもたらしたのは、沖縄返還を目前とした1972年3月31日付けで東京大学社会科学研究所を辞職し（経緯は、『新・沖縄史論』『天皇・天皇制・百姓・沖縄』両著のあとがき）、翌1973年に沖縄大学法経学部教授に就任し、後に沖縄県に移住したことである。また、1978年には同大学の学長兼嘉数学園理事長（沖縄大学の運営母体）に就任している。安良城は沖縄全域を巡って琉球史の研究に着手、地割制度や旧慣温存政策、辞令書に関する独自の見解を打ち出すとともに伊波普猷の再評価を行った。また、沖縄と日本本土を比較することで日本本土からでは見えない日本史像が見えると指摘し、更に日本の戦国時代以後、日本本土の様々な矛盾が琉球→沖縄に集中的に現出しているとも指摘して、「沖縄から日本がよく見える」と主張した。1980年に大阪府立大学総合科学部教授（1991年に名誉教授）に招かれたのを機に大阪に拠点を移したが、沖縄での成果を土台として安良城の天皇制や被差別部落に関する研究が進むことになる。
一方、1960年代以後になると一連の「安良城理論」に対する批判的研究も増加し、太閤検地の評価を巡って下人を奴隷身分とする見方に批判的な黒田俊雄や近世的な土地制度の萌芽はすでに戦国時代にはみられていたとする勝俣鎮夫と激しい論争を行った。更に昭和天皇の病状悪化をきっかけにして展開していった天皇制に関する研究を巡り、中世・近世の天皇に対する見方を巡って網野善彦（いわゆる「網野史観」）と激しい論争を行い、更に互いの社会史に対しても厳しい批判を行った。晩年は被差別部落に関する研究を進め、中世の「社会的身分」としての賎民が幕藩体制と鎖国制の展開とともに近世の「制度的身分」へと転換していく姿を明らかにしようとしたが、その最中の1993年に65歳で没した。